# Hecla (Dakota del Sur)
Hecla es una ciudad ubicada en el condado de Brown en el estado estadounidense de Dakota del Sur. En el Censo de 2010 tenía una población de 227 habitantes y una densidad poblacional de 254,78 personas por km².

## Geografía
Hecla se encuentra ubicada en las coordenadas 45°52′56″N 98°9′7″O / 45.88222, -98.15194. Según la Oficina del Censo de los Estados Unidos, Hecla tiene una superficie total de 0.89 km², de la cual 0.89 km² corresponden a tierra firme y (0%) 0 km² es agua.

## Demografía
Según el censo de 2010, había 227 personas residiendo en Hecla. La densidad de población era de 254,78 hab./km². De los 227 habitantes, Hecla estaba compuesto por el 97.36% blancos, el 0% eran afroamericanos, el 0% eran amerindios, el 0.44% eran asiáticos, el 0% eran isleños del Pacífico, el 0.44% eran de otras razas y el 1.76% pertenecían a dos o más razas. Del total de la población el 1.32% eran hispanos o latinos de cualquier raza.